# Борис Митов
Борис Антонов Митов е български художник, живописец.

## Биография
Баща му е известният български художник Антон Митов, майка му Олга Храмцова е рускиня. Роден е на 11 януари 1891 г. във Варна, където баща му по това време е учител. През 1894 г., когато той е на три години, семейството се премества в София. Борис започва да рисува от дете и участва в изложби от петнадесетгодишен. От 1910 г. учи живопис при проф. Иван Ангелов в Художественото индустриално училище – София. През 1911 г. завършва общия курс и заминава за Париж, където остава до 1914 г., работи при проф. Фернан Кормон и посещава Академията за изящни изкуства. Завършва художественото си образование при Иван Мърквичка в София през 1915 г. През Първата световна война е военен художник (1915 – 1918). Преподавател (1924 – 1929) и професор (1929 – 1959) по живопис, ръководител (1952 – 1959) на катедрата по рисуване  в Художествената академия в София. Умира на 6 юли 1963 г. в София.

## Творчество
Работи в областта на портрета и голото тяло. Един от изтъкнатите български портретисти, създал портрети на баща си Антон Митов, Иван Шишманов, Добри Христов, Сава Огнянов, Елин Пелин, Георги Димитров и много други известни българи.

## Признание и награди
Отличен е с държавна награда за изкуство „За бляскава художествена дейност“ (1932) и звание „Заслужил художник“ (1951). Лауреат на Димитровска награда (1951). Награден е два пъти с орден „Кирил и Методий“ (1961 и 1963).